# 特殊用途自動車
特殊用途自動車（とくしゅようとじどうしゃ）とは、国際的な統計品目番号により定められた自動車の用途による区分。クレーン車、消防車、コンクリートミキサー車などが含まれる。ただし、この分類では主として人員又は貨物の輸送のために設計された自動車は除外されている（救急車等は別の区分に属する）。

## 品目と分類
国際的な統計品目番号では第87類に「鉄道用及び軌道用以外の車両並びにその部分品及び附属品」があり、特殊用途自動車はその一項として定められている（統計品目番号87.05）。
特殊用途自動車は以下のように区分されている。
- 8705.10 - クレーン車
  - 貨物輸送用のものを除き、運転室及び旋回クレーンを恒久的に搭載したもの（自動積込装置を有する貨物自動車は属しない）[1]。
- 8705.20 - せん孔デリック車
  - デリック起重機、ウインチ及びせん孔用の機器等を取り付けたもの[1]。
- 8705.30 - 消防車
- 8705.40 - コンクリートミキサー車
  - 運転台及びシャシの上にコンクリートミキサーを恒久的に装備したもの[1]。
- 8705.90 - その他のもの
  - この分類には道路清掃車、散水車、工作車及びレントゲン車などが含まれる[1]。

なお、この分類では主として人員又は貨物の輸送のために設計されたものは特殊用途自動車から除外される。例えば、救急車、囚人護送車及び霊柩車等の特殊運搬車は、特殊用途自動車（87.05）ではなく乗用自動車その他の自動車（87.03）に分類される。